# Regierungsbezirk Trier

Regierungsbezirk Triers läge i Rheinland-Pfalz.

Regierungsbezirk Trier var ett regeringsområde i västra Tyskland som existerade  1816-2000.
Regeringsområdet bildades 1816 som en indelning av den preussiska Rhenprovinsen. När Preussen upplöstes 1947 ingick regeringsområdet i det nybildade förbundslandet Rheinland-Pfalz. År 2000 upplöstes Regierungsbezirk Trier.